# Colonia la Vega
Colonia la Vega är en ort i Mexiko.   Den ligger i kommunen Chumatlán och delstaten Veracruz, i den sydöstra delen av landet, 180 km nordost om huvudstaden Mexico City. Colonia la Vega ligger 108 meter över havet och antalet invånare är 309.
Terrängen runt Colonia la Vega är platt åt nordost, men åt sydväst är den kuperad. Runt Colonia la Vega är det tätbefolkat, med 356 invånare per kvadratkilometer. Närmaste större samhälle är Olintla, 18,2 km sydväst om Colonia la Vega. Omgivningarna runt Colonia la Vega är en mosaik av jordbruksmark och naturlig växtlighet.